# Why'd You Lie to Me
Why'd You Lie to Me è un brano musicale della cantautrice statunitense Anastacia pubblicato nel 2002 come terzo singolo estratto dal suo secondo album Freak of Nature. Scritto da Anastacia, Damon Sharpe, Greg Lawson, Trey Parker, Damon Butler, e Canela Cox.

## Descrizione

### Antefatti
Nel 1994, prima del successo planetario, Anastacia conosce Shawn Woods. Dopo poco si innamorano e iniziano una lunga relazione, costellata da alti e bassi. Woods desidera intraprendere un percorso attoriale che, grazie al supporto della compagna, prende il via nel 1999 con un piccolo ruolo in un episodio della serie televisiva statunitense Arli$$. Nello stesso anno Anastacia registra il suo album d'esordio Not That Kind. Le carriere di entrambi iniziano contemporaneamente ma quella di Anastacia decolla nel giro di pochi giorni, ricevendo morbose attenzioni dei mass media sulla sua vita privata. Alle domande impertinenti sulla sua vita sentimentale, Anastacia definisce Woods l'uomo della sua vita.
Nonostante gli innumerevoli impegni lavorativi, la cantautrice tenta di non trascurare la sua relazione. Spesso si fa accompagnare da Woods in occasione di importanti eventi del mondo della musica.
Nel 2001, poco prima dell'inizio della cerimonia degli MTV Europe Music Awards 2001 a Francoforte, Anastacia coglie Woods in atteggiamenti intimi con altre donne.
Dopo più di sette anni passati insieme decide di porre fine alla relazione con l'attore e alle domande dei giornalisti risponde:
Successivamente Woods dichiara alla stampa di non essere stato in grado di gestire il successo della ormai ex compagna.
Anastacia scrive Why'd You Lie to Me dedicandola a Woods.
Il 5 febbraio 2003 Anastacia lo denuncia per molestie ottenendo un ordine restrittivo.
Dopo tanti anni l'attore manifesta pentimento iniziando a pubblicare sul suo account Instagram foto private con Anastacia scattate durante la loro relazione.
L'8 giugno 2018 pubblica alcuni scatti fotografici che li ritraggono insieme e nella didascalia scrive:

### Composizione
Scritto nella tonalità di Lam con un tempo di 97 battiti al minuto, Why'd You Lie to Me inizia con un riff di chitarra acustica che accompagna il brano fino al termine, successivamente entrano batteria, basso, violini e triangoli. Il giro di accordi su cui si basa la melodia è FaM–MiM–Lam–Mim. La cantautrice irrompe prepotentemente nel brano con tono energico partendo dall'inciso, quasi come a rimproverare il destinatario del suo racconto. Durante le strofe i violini e i triangoli sono in pausa lasciando accompagnare la voce di Anastacia dagli strumenti restanti. Nell'inciso e nel bridge l'artista è avvolta dalle voci del coro dove lei stessa riproduce una controvoce. Il brano termina in modo brusco con un "Bye bye" di Anastacia al quale segue la fine improvvisa del riff di chitarra.

### Temi trattati
Anastacia scrive il testo dopo la personale delusione amorosa dovuta dai tradimenti dell'ex compagno Shawn Woods. Mette un punto chiudendo la relazione sentimentale più importante della sua vita. Nelle parole usate si percepiscono rabbia e disinganno. Definisce Woods un "fannullone" e si domanda continuamente il perché della sua infedeltà. Si intuisce la voglia di Woods di farsi perdonare e di ricominciare come se non fosse accaduto nulla:
(Why'd You Lie to Me)
Anastacia non torna indietro ed è determinata a non farsi più ingannare dalle false promesse. Nonostante lo sconforto, affronta il distacco con amor proprio, inizia un nuovo capitolo dedicandosi solo al lavoro e alle sue passioni:
(Why'd You Lie to Me)
Cattura il dolore del tradimento con cruda onestà e narrazione emotiva. I testi e l'interpretazione rendono questa canzone un pezzo di spicco nell'esplorazione delle complessità della fiducia e dell'inganno nelle relazioni. Analizza le conseguenze della disonestà e il desiderio di liberarsi da una relazione tossica macchiata da bugie e infedeltà.

## Accoglienza
Il brano riceve un discreto successo di stampa e pubblico.
James Salmon di Yahoo! Music scrive del brano: "Proprio quando pensi che stia per fermarsi si riprende con dei buoni vecchi sfoghi pop contro la specie maschile".
Jose Promis di All Music paragona il ritmo del brano al gruppo statunitense Destiny's Child.
Per il magazine online The 97, Andrew Martone parla del brano: "Con le sue dure strimpellate di chitarra acustica e i synth effervescenti è uno dei pezzi più iconici per via del suo sound contemporaneo guidato dall'R&B. Mi sono avvicinato alla canzone fin dall'inizio".
Alcuni giornalisti del The Guardian tra cui Alexis Petridis, Caroline Sullivan, John Aizlewood e Adam Sweeting concordano nel definire il brano un pezzo estremamente vivace e piccante.

## Il video
Diretto da Mike Lipscombe e prodotto da Michael J. Pierce, il video per Why'd You Lie to Me è stato girato il 6 e 7 luglio 2002 negli Raleigh Studios di Los Angeles. Le coreografie sono state realizzate da Tina Landon. Il video è noto anche per essere il primo a mostrare l'artista, in alcune scene, senza i suoi occhiali distintivi.

## Tracce
UK CD 1
1. "Why'd You Lie to Me" (Album Version) – 3:43
2. "Why'd You Lie to Me" (M*A*S*H Master Mix) – 7:03
3. "Bad Girls" (Live at the Brits 2002 with Jamiroquai) – 4:13
4. "Why'd You Lie to Me" (Video)

UK CD 2
1. "Why'd You Lie to Me" (Album Version) – 3:43
2. "Why'd You Lie to Me" (Kardinal Beats Mix) – 4:31
3. "Boom" (Album Version) – 3:18
4. "Boom" (Video)

European CD single
1. "Why'd You Lie to Me" (Album Version) – 3:43
2. "Why'd You Lie to Me" (M*A*S*H Master Mix) – 7:03

European CD maxi single
1. "Why'd You Lie to Me" (Album Version) – 3:43
2. "Why'd You Lie to Me" (M*A*S*H Master Mix) – 7:03
3. "Why'd You Lie to Me" (M*A*S*H Deep Club) – 8:14
4. "Why'd You Lie to Me" (Kardinal Beats Mix) – 4:31
5. "Why'd You Lie to Me" (Video)

Australian CD single
1. "Why'd You Lie to Me" (Album Version) – 3:43
2. "Why'd You Lie to Me" (M*A*S*H Deep Club) – 8:14
3. "Why'd You Lie to Me" (Kardinal Beats Mix) – 4:31
4. "Bad Girls" (Live at the Brits 2002 with Jamiroquai) – 4:13

UK 12" promo single
A1. "Why'd You Lie to Me" (Kardinal Beats Mix) – 4:31
A2. "Why'd You Lie to Me" (Kardinal Beats Instrumental) – 4:31
B1. "Why'd You Lie to Me" (Nu Soul DNB Mix) – 6:42

## Crediti e musicisti
I crediti sono estrapolati dal booklet di Freak of Nature.
Studi
- Registrata ai  The Dream Factory Studios (New York), Cove City Sound Studios (Glen Cove, New York) e agli Encore Recording Studios (Burbank, California)
- Missata ai Cove City Sound Studios (Glen Cove, New York)

Musicisti
- Anastacia – testo, voce, cori
- Damon Sharpe – testo
- Greg Lawson – testo
- Trey Parker – testo
- Damon Butler – testo
- Canela Cox – testo
- Ric Wake – arrangiamenti, produzione
- Richie Jones – arrangiamenti, mix engineer
- Dan Hetzel – mix engineer
- Jim Annunziato – assistente mix engineer
- Thomas Rounds – assistente vocal engineer
- Thomas R. Yezzi – registrazione (voci)
- Dave "YOUNG" Scheuer – registrazione
- Marc Russell – coordinatore di produzione

## Classifiche
| Classifica (2002)                 | Posizione massima |
| --------------------------------- | ----------------- |
| Australia                         | 66                |
| Austria                           | 37                |
| Belgio (Flanders)                 | 2                 |
| Belgio (Wallonia)                 | 8                 |
| Croazia                           | 7                 |
| Europa (European Hot 100 Singles) | 56                |
| Finlandia                         | 19                |
| Germania                          | 55                |
| Irlanda                           | 35                |
| Italia                            | 31                |
| Paesi Bassi (Dutch Top 40)        | 13                |
| Paesi Bassi (Single Top 100)      | 48                |
| Regno Unito                       | 25                |
| Romania                           | 12                |
| Scozia                            | 30                |
| Svezia                            | 25                |
| Svizzera                          | 39                |
| Ungheria                          | 18                |

## Campionamenti
- Nel 2005 il gruppo femminile R&B turco Hepsi, in collaborazione con il cantante pop turco Murat Boz, pubblica il singolo Yalan (in italiano Menzogna) come secondo estratto del loro album di debutto Bir. Il brano contiene un campionamento del riff della chitarra acustica di Why'd You Lie to Me e il testo è riadattato in lingua turca senza snaturarne il significato.[21]